# Enseñanza

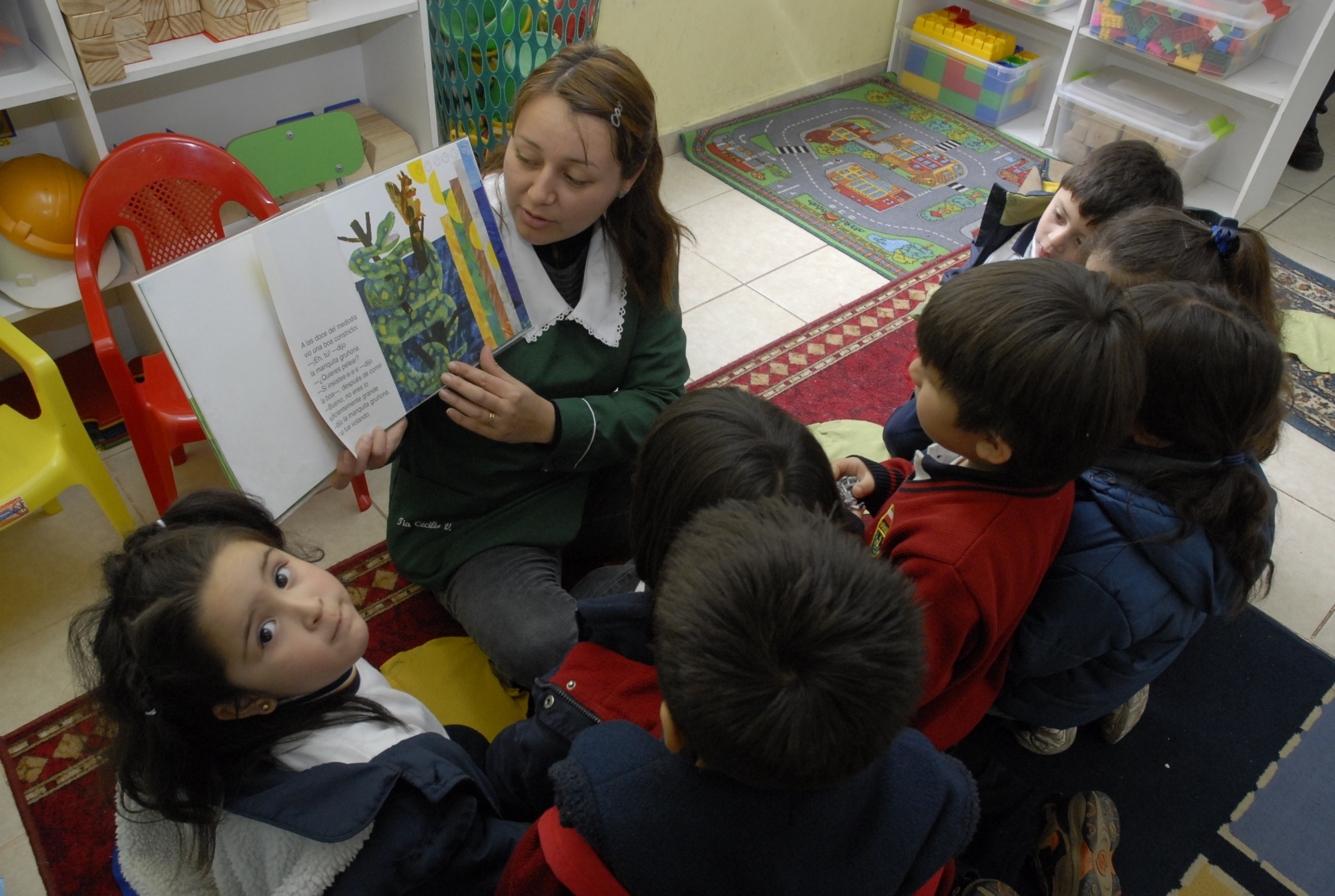
Docentes enseñan a leer a estudiantes de primaria chilenos.

La enseñanza es la acción y el resultado de compartir una serie de saberes, estrategias, normas o destrezas con otras personas. Se apoya en diferentes métodos, instituciones y recursos para facilitar el aprendizaje. La enseñanza implica la relación de tres elementos: el profesor, el alumno y el contenido.
La enseñanza puede adoptar distintas perspectivas según el papel que se le asigne al profesor y al alumno. Según la visión enciclopedista, el profesor es el poseedor del saber y el alumno es un receptor pasivo del mismo. El profesor usa diversos medios, técnicas y herramientas para transmitir el conocimiento al alumno. Según la visión constructivista, el profesor es un guía y el alumno es un agente activo de su propio aprendizaje. El profesor propone situaciones, actividades y recursos que estimulen al alumno a construir el conocimiento por sí mismo.

## Definición
La enseñanza es una actividad humana que se ha desarrollado a lo largo de la historia, en distintos contextos culturales y sociales, y que ha dado lugar a diversas teorías, métodos y fines educativos. 
La enseñanza se diferencia de la educación en que esta última es un concepto más amplio y complejo, que abarca no solo la transmisión de conocimientos, sino también el desarrollo integral de la persona, su socialización, su formación ética y su inserción en la comunidad. La enseñanza es una parte de la educación, pero no la agota ni la determina.
Se basa en la instrucción, que busca el crecimiento intelectual, y el entrenamiento, que busca el desarrollo de habilidades y destrezas. La enseñanza implica la interacción entre el profesor, que dirige el proceso, y el alumno, que asimila el contenido. El contenido es el objeto de conocimiento que se quiere transmitir o construir. La enseñanza puede tener diferentes enfoques según el papel que se le otorgue al profesor y al alumno. Un término que se usa para referirse al aprendizaje específico y dirigido que se produce en la enseñanza es aprendencia, que se diferencia del aprendizaje natural e innato. La aprendencia es el resultado de la internalización consciente de un contenido determinado.
La enseñanza en los países en desarrollo se ve afectada por el problema del absentismo de los maestros en las escuelas. Este problema reduce el tiempo de aprendizaje de los niños que asisten a la escuela y disminuye los beneficios de la educación. Hay evidencia de los efectos negativos del absentismo docente sobre el aprendizaje de los alumnos. Sin embargo, hay poca investigación sobre las causas de este problema y las soluciones para reducirlo.

### Relación entre enseñanza y aprendizaje
La enseñanza implica necesariamente el aprendizaje, que es el resultado esperado de la acción docente. Sin embargo, no todo aprendizaje es producto de la enseñanza, ya que el ser humano tiene la capacidad innata de aprender por sí mismo, a partir de su propia experiencia, observación e interacción con el entorno. El aprendizaje es un proceso individual, activo y constructivo, que depende de las características, motivaciones e intereses de cada alumno.
La relación entre enseñanza y aprendizaje ha sido objeto de debate y controversia en el ámbito pedagógico. Algunas corrientes, como el conductismo, han concebido la enseñanza como un proceso unidireccional, en el que el docente transmite la información al alumno, que la recibe de forma pasiva y la reproduce mediante la memorización y el refuerzo. Otras corrientes, como el constructivismo, han propuesto una visión más dialéctica, en la que el docente facilita el aprendizaje del alumno, que participa de forma activa y crítica, y construye su propio conocimiento a partir de sus saberes previos y de la interacción con el docente y con sus compañeros.
Según esta última perspectiva, la enseñanza y el aprendizaje son dos procesos interrelacionados, pero no idénticos, que se influyen mutuamente. La enseñanza debe adaptarse a las necesidades, ritmos y estilos de aprendizaje de cada alumno, y el aprendizaje debe ser significativo, relevante y aplicable para el alumno. Así, la enseñanza y el aprendizaje forman una unidad dialéctica, que tiene como objetivo el desarrollo de las competencias y capacidades del alumno, tanto cognitivas como afectivas, sociales y éticas.

## Enfoques de la enseñanza

### Enfoque de enseñanza ejecutivo
El Enfoque de Enseñanza Ejecutivo considera al docente como un transmisor de saberes que usa diversas técnicas y habilidades. El docente controla la clase y la adapta a los contenidos y materiales que el currículum establece, así como a los tiempos de estudio, evaluación y enseñanza en el aula. El docente aplica los principios de la indicación, la retroalimentación y el refuerzo para que el alumno aprenda lo que se le enseña.
Este enfoque se basa en la eficiencia educativa y no toma en cuenta las características externas de cada alumno, como la cultura o las relaciones sociales fuera de la escuela. Le interesa que el alumno reciba los conceptos y conocimientos del docente.
El objetivo de este enfoque es que los alumnos asimilen, acepten y retengan los conceptos enseñados en el aula. Los alumnos se sienten satisfechos cuando logran reproducir los conocimientos de memoria, o sacar una buena nota en la evaluación. La buena acción del docente es ofrecer a los alumnos los mejores contenidos con los mejores recursos para que los conceptos se fijen.
El enfoque del ejecutivo justifica la variación en los resultados, no porque sea una forma especialmente buena de educar a las personas, sino porque se adapta bien a las condiciones de las aulas.
Este enfoque ejecutor, es directamente compatible con el modelo de enseñanza moderna, como por ejemplo con el Modelo Eficientista, y posee elementos de la Escuela Tradicional.

### Enfoque de enseñanza del terapeuta
El Enfoque de enseñanza del terapeuta considera al docente como un facilitador del crecimiento personal y la autorrealización de cada alumno, a través de las experiencias educativas que más le interesen. El docente tiene como principal tarea orientar y apoyar al estudiante. 
El docente se interesa por conocer a sus alumnos y relacionar los contenidos con sus vivencias, afirma que el aprendizaje solo se da si el alumno tiene motivación, interés o curiosidad, por eso los contenidos se adaptan a las experiencias de los alumnos, buscando su autonomía y respetando sus ritmos en el proceso. Así, en este enfoque lo relevante no es lo que se enseña, sino lo que se aprende.
Se generan valores comunes y no se sigue lo que el currículum indica, el docente en este enfoque no impone tiempos como en el ejecutivo, sino que participa del proceso de enseñanza y aprendizaje, buscando el desarrollo personal tanto suyo como del alumno, siendo no quien transmite conocimientos ni evalúa los contenidos, sino quien estimula y acompaña al educando.
El principal desafío de este enfoque son los sistemas de educación que parecen no favorecer este mecanismo, donde la personalización del estudiante es esencial para poder identificar sus necesidades y así poder guiarlo.

### Enfoque de enseñanza del liberador
El Enfoque de Enseñanza del Liberador considera al docente como un agente clave, que tiene la función de estimular la curiosidad de sus alumnos y proporcionarles recursos con los que puedan liberar sus mentes de las limitaciones de la vida cotidiana, de la rutina y la trivialidad, de la convención y el estereotipo. El docente selecciona los contenidos que quiere transmitir, pero los presenta de una forma que capte el interés de los alumnos y los invite a abordarlos como lo haría un científico o un experto. El docente busca que los alumnos desarrollen un pensamiento crítico, creativo y autónomo, que les permita cuestionar, analizar y transformar la realidad. El docente también fomenta el diálogo, la participación y la colaboración entre los alumnos, respetando sus diferencias y sus opiniones.

## Clasificación de los medios de enseñanza
- Reales: Son los objetos que pueden servir de experiencia directa al alumno para poder acceder a ellos con facilidad. Algunos ejemplos son:
  - Plantas, animales
  - Objetos de uso cotidiano
  - Instalaciones urbanas, instalaciones agrícolas, instalaciones de servicios
  - Objetos acerquen la realidad al alumno

- Escolares: Los propios del centro, cuyo único y prioritario destino es colaborar en los procesos de enseñanza.
  - Laboratorios, aulas de informática
  - Biblioteca, mediateca, hemeroteca
  - Gimnasio, laboratorio de idiomas
  - Globos terráqueos, encerados, pizarrones, "pintarrones" o pizarras electrónicas.

- Simbólicos: Son los que pueden aproximar la realidad al estudiante a través de símbolos o imágenes. Dicha transmisión se hace por medio del material impreso o por medio de las nuevas tecnologías:
  - Como material impreso: Textos, libros, fichas, mapas, etc.
  - Entre los que transmiten la realidad por medios tecnológicos, incluimos los recursos cuya denominación se otorga por el canal que utilizan para presentar la realidad. Así, los tenemos:
    - Icónicos: retroproyector, diapositivas...
    - Sonoros: radio, disco, magnetófonos, etc.
    - Audiovisuales: diaporama, cine, vídeo, televisión
    - Interactivos: informática, robótica, multimedia.[7]

## Posibilidades y limitaciones del vídeo
Debido a la importancia del video utilizado ampliamente como recurso didáctico, podemos plantear las ventajas y desventajas de la utilización de este recurso tan común en las aulas:
Dentro de las posibilidades que nos ofrece este recurso encontramos que el programa elegido puede observarse un número indefinido de veces. Nos da la posibilidad de introducir a través de él mensajes de otros medios como la televisión y el cine. Presentan una disminución progresiva en el costo de los equipos. La posibilidad de utilizarse en diferentes niveles educativos. Se presentan con una gran facilidad de manejo tanto en los reproductores como en los grabadores, ampliada con los digital. Tiene gran diversidad de funciones para las que puede ser utilizado en la enseñanza, favoreciendo un uso activo del estudiante sin olvidar que puede fácilmente ser incorporado en un conjunto de materiales multimedia y en la red.
Claro está que pese a este amplio abanico de posibilidades, el vídeo tiene ciertas limitaciones. Entre estas limitaciones podemos mencionar que su producción por parte de los profesores y alumnos, requiere de una formación específica, en lo que respecta a lo técnico, al dominio de su lenguaje y a su diseño. Es preciso poseer una mínima dotación instrumental. Puede favorecer la pasividad en el estudiante. Presenta dificultades ante la existencia de diferentes formatos y así como las limitaciones del copyright (registro de autor) que no son tenidas en cuenta muchas veces en las escuelas.
El vídeo se ha convertido en una de las estrellas de las nuevas tecnologías. Las últimas investigaciones de una de las grandes empresas en el estudio de comportamiento de los consumidores como es Think with Google arrojan una realidad: Consumimos noticias, vídeos, imágenes (información) en el momento en el que lo necesitamos y esto implica hacerlo desde dispositivos móviles. Este análisis está avalado también por el  último informe de Ooyala en el que se asegura que el 56% de las visualizaciones de vídeo se realizan desde dispositivos móviles. De este modo, el vídeo se ha convertido en una herramienta indispensable en la educación. 
También se han desarrollado plataformas didácticas en Internet y en ordenadores, como granjas de edublogs, eduwikis, OfficeManager, Moodle, Atutor, Voyager, webCT entre muchas tantas.
Actualmente la enseñanza está auxiliada por las redes de ordenadores en el aula. Permite acceso a contenidos de Internet, y es posible utilizando cierto software que el contenido de una pantalla de ordenador sea compartido entre los alumnos y el profesor. El blog es una herramienta didáctica muy útil y ayuda a la investigación.
Con el avance de estas herramientas, cobra mayor importancia la formación de los docentes en informática aplicada al aula y la generación de Redes sociales de docentes para la creación cooperativa de conocimiento.
La importancia del uso de sistemas didácticos informatizados puede permitir a los profesores dar un salto importante para superar la brecha digital. La diferencia entre las plataformas es la clave. Algunas exigen que el docente sea un gran conocedor de las ciencias informáticas, mientras que otras centran su trabajo formativo y creativo en un marco metodológico más transparente para el docente.
Hay también videojuegos educativos, que dan la posibilidad de estudiar diferentes esferas de la vida. Por ejemplo, el juego económico en línea Virtonomics le ayuda a la gente estudiar las leyes de la economía y de los negocios.

## Tradicionalismo vs innovaciones
Muchas veces se aboga por lo tradicional, sin embargo algunas veces olvidamos las características que definen algún suceso como innovador. En la docencia, en lo que respecta a las actividades que el maestro pone en juego para que los alumnos desarrollen sus habilidades, son criticadas algunas prácticas, por ser consideradas tradicionalistas. Sin embargo olvidan que toda práctica si es abusada y repetitiva, al paso de tiempo termina siendo una tradición, perdiendo su grado de innovación. En realidad para que algo sea innovador, requiere cumplir ciertas características, como por ejemplo: la intencionalidad, la creatividad, ser novedoso y perdurable, entre otras cosas.
Basándonos en lo anterior puede decirse que las actividades siguen siendo las mismas, lo que en realidad cambia es la intencionalidad y la aplicación creativa del docente en el momento de su aplicación y principalmente es en función de ello como podremos decidir si un maestro es tradicionalista o no.

## Crítica al concepto de la enseñanza
La experiencia de las escuelas democráticas modelo Sudbury muestra que hay muchas formas de estudiar y aprender sin la intervención de la enseñanza, es decir sin que obligatoriamente exista la intervención de un maestro.
La educación tradicional está enfocada en la enseñanza, no en el aprendizaje. Aquella supone que por cada gramo de enseñanza hay un gramo de aprendizaje en aquellos a los que se les enseña. En oposición a esa suposición, la mayor parte de lo que aprendemos antes, en el transcurso y después de asistir a la escuela es aprendido sin que nos lo sea enseñado. Un niño aprende cosas tan básicas como caminar, hablar, comer, vestirse, y otras, sin que estas cosas le sean enseñadas. Los adultos aprenden la mayoría de las cosas que usan en el trabajo o en sus horas de ocio, en el mismo trabajo y en las mismas horas de ocio. La mayor parte de lo que es enseñado en el marco del salón de clase es olvidado y mucho de lo que recordamos, o en general lo que recordamos, es irrelevante.